# 23 problemen van Hilbert
De 23 problemen van Hilbert is een lijst van 23 wiskundige problemen opgesomd door David Hilbert in een lezing die hij hield op het Internationaal Wiskundecongres in 1900. Toen Hilbert zijn rede hield, stonden ze allemaal open. Hij daagde de wiskunde uit om ze voor het jaar 2000 allemaal op te lossen.
| Nr. | Probleemstelling | Oplossing/antwoord                                                                                       | Wanneer                    | Door                                                                       |
| --- | --- | --- | -------------------------- | -------------------------------------------------------------------------- |
| 1   | De Continuümhypothese: Er bestaat geen verzameling, waarvan de kardinaliteit tussen de kardinaliteit van de gehele getallen en de kardinaliteit van de reële getallen ligt.                         | Onbeslisbaar binnen de Zermelo-Fraenkel-verzamelingenleer. Het is niet duidelijk of dit de oplossing is. | 1940, 1963                 | Kurt Gödel en Paul Cohen                                                   |
| 2   | Zijn de axiomata van de logica bewijsbaar consistent? | Nee Onvolledigheidsstelling                                                                              | 1931                       | Kurt Gödel                                                                 |
| 3   | Gegeven twee veelvlakken met gelijke inhoud. Is het dan altijd mogelijk de één in eindig veel veelvlakken te verdelen, waarmee de ander opgebouwd kan worden?                                       | Dat is niet altijd mogelijk (Derde probleem van Hilbert)                                                 | 1900, 1902, 1903           | Max Dehn en afzonderlijk door Benjamin Fedorovich Kagan                    |
| 4   | Vind een meetkunde waarvan de axiomata het meest lijken op die van de euclidische ruimte als de axiomata van ordening en incidentie worden verzwakt en het parallellen-postulaat komt te vervallen. | Dit vraagstuk is te vaag gesteld om op te kunnen lossen.                                                 | -                          | -                                                                          |
| 5   | Is het mogelijk om een continue transformatiegroep te definiëren met een functie, waarvoor geen afgeleide kan worden bepaald?                                                                       | Opgelost voor bepaalde klassen van groepen, maar niet alle                                               | Verschillende              | Verschillende                                                              |
| 6   | Kan de natuurkunde worden geaxiomatiseerd? | Open | -                          | -                                                                          |
| 7   | Zij α ongelijk aan 0 of 1 en een algebraïsch getal. Zij β een algebraïsch irrationaal getal. Is αβ dan transcendent?                                                                                | Ja | 1934                       | Aleksander Gelfond en Theodor Schneider                                    |
| 8   | Geef een bewijs van de Riemann-hypothese. | Open | -                          | -                                                                          |
| 9   | Bewijs de meest algemene wederkerigheidswet in een algemeen algebraïsch getallenveld. | Opgelost voor bepaalde klassen van groepen, maar niet alle                                               | 1927                       | Emil Artin                                                                 |
| 10  | Bestaat er een algemene oplossing voor diofantische vergelijkingen? | Nee | 1970                       | Joeri Matijasevitsj                                                        |
| 11  | Vind een algemene manier om de eigenschappen van kwadratische domeinen te liften naar algemene, geheeltallige domeinen.                                                                             | Grotendeels opgelost                                                                                     | ?                          | Carl Ludwig Siegel de stelling van Hasse-Minkowski voor rationale domeinen |
| 12  | Breid een stelling van Leopold Kronecker uit tot een algemeen, algebraïsche domein door gebruik te maken van speciale waarden om expliciet een Hilbert-klasse domein te maken.                      | Open | -                          | -                                                                          |
| 13  | Toon aan dat het mogelijk is een zevendegraadsfunctie op te lossen met functies met twee variabelen.                                                                                                | Opgelost                                                                                                 | 1957                       | Andrej Kolmogorov en Vladimir Arnold                                       |
| 14  | Toon de eindigheid aan van systemen van relatief integrale functies. | Stelling is niet waar                                                                                    | 1959                       | Masayoshi Nagata tegenvoorbeeld                                            |
| 15  | Geef een rigoureuze basis voor Schuberts enumeratieve geometrie. | Gedeeltelijk opgelost                                                                                    | 1930/1945                  | Bartel Leendert van der Waerden Eric Temple Bell                           |
| 16  | Probleem van de topologie van krommen en vlakken. | Open | -                          | -                                                                          |
| 17  | Vind een representatie van definitieve vormen door middel van kwadraten. | Opgelost                                                                                                 | 1927                       | Emil Artin                                                                 |
| 18  | Construeer ruimten uit congruente veelvlakken. | Opgelost                                                                                                 | 1910 eerste deel 1998 rest | Ludwig Bieberbach eerste deel Thomas Hales rest                            |
| 19  | Geef een analyse van het analytische karakter van oplossingen voor variate problemen. | Opgelost                                                                                                 | 1929                       | Sergei Natanovich Bernstein en Tibor Radó                                  |
| 20  | Geef een algemene oplossing van grenswaardeproblemen. | Opgelost                                                                                                 | -                          | -                                                                          |
| 21  | Geef een oplossing van differentiaalvergelijkingen gegeven een monodrome groep. | Er bestaan specifieke gevallen die oplosbaar zijn, maar een algemene oplossing kan niet bestaan.         | 1989                       | B. Bolibruch                                                               |
| 22  | Uniformisatie. | Opgelost                                                                                                 | 1907                       | Henri Poincaré                                                             |
| 23  | Geef uitbreidingen van de methode van de calculus der variaties. | Dit probleem is te vaag, meer een algemene oproep dan een probleem.                                      | -                          | -                                                                          |